# Mercadona
Mercadona è un'azienda spagnola di distribuzione organizzata con origine e sede a Valencia, controllata da Juan Roig con la moglie Hortensia Herrero.

## Storia
La strategia di espansione si realizza in un primo momento mediante l'acquisizione di altre imprese del settore che cominciano ad accusare la pressione dei capitali francesi e così parte dal 1988 con la acquisizione di 22 supermercati di Superette, nel 1989 con la acquisizione delle imprese di Cesta Distribución e Desarrollo de Centros Comerciales, nel 1991 con la acquisizione di Dinos e Super Aguilar e nel 1998 con l'acquisizione delle catene catalane di Almacens Paquer, Superama e Supermercats Vilaró. Nel 1997 si allea con  Almacenes Gómez Serrano per introdursi nel mercato andaluso.
Ad oggi, in Spagna, ci sono 1620 supermercati Mercadona.
Usa il modello di Gestione della Qualità Totale.

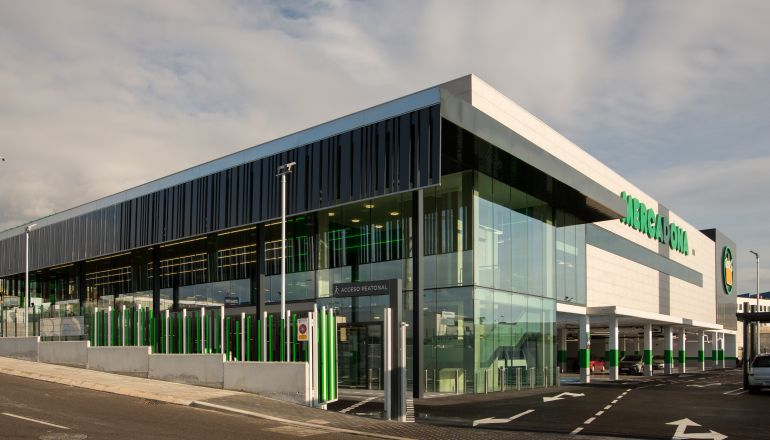
Un supermercato Mercadona a València.

## Marche
- Hacendado - alimentazione
- Deliplus - cura e cosmetica
- Compy - cibo per animali
- Bosque Verde - drogheria

Compongono il 55% dell'assortimento.

## Dati economici
Nel 2018 la società ha toccato vendite record pari 24,4 miliardi di euro, con un aumento del 6% rispetto al 2017. L'utile è stato di 594 milioni (+84%), l'Ebitda pari a 1.195 milioni (+58,5%).